# El padre Manolo

El padre Manolo est un film espagnol réalisé par Ramon Torrado, réalisé en 1966 et sorti en 1967.

## Synopsis
Le père Manolo est un prêtre atypique. La vocation religieuse, il l'a bien entendue mais il est aussi chanteur et prestidigitateur. À toutes ces spécialités, il ajoute en la circonstance celle de détective privé.

## Fiche technique
- Titre original : El padre Manolo
- Réalisation : Ramon Torrado
- Scénario : Manuel Tamayo
- Décors : Francesco Canet
- Costumes : Esperanza Sierra
- Maquilleuse : Juana Culell
- Directeur de la photographie : Alfredo Fraile
- Musique : Daniel Montorio
- Montage : Gaby Peñalba
- Producteur : Arturo González
- Directeur de production: Norberto Soliño
- Société de production : José Frade Producciones Cinematográficas
- Société de distribution : Regia-Arturo González Rodríguez
- Pays d'origine :  Espagne
- Langue originale : espagnol
- Format : Couleurs (Eastmancolor) - 35 mm - 2,35:1 (SuperScope)— son Mono
- Genre : drame
- Durée : 110 minutes
- Dates de sortie : Espagne : 13 mars 1967

## Distribution
- Manolo Escobar : le père Manolo Ramírez, prêtre, prestidigitateur et... détective amateur
- Miguel Ligero : le père Pepe, son oncle
- Angel de Andrés : Roberto, le chauffeur du car
- Laly Soldevila : Piluca Martínez, l'auto-stoppeuse
- Padro Porcel : le commissaire
- Arturo López : Ernesto Espinosa
- Ada Tauler : la petite amie de Cesar
- Antonio Sánchez Polack : Luis
- Juan Luis Gallardo : Ricardo
- José Luis Pecker : le présentateur TV
- Tota Alba : Beata

## Autour du film
- Le film a été tourné à Madrid, à Ségovie, à Navacerrada et aux studios Ballesteros (Madrid).